# Payá Hermanos
Payá Hermanos, S.A.  (1905-1984)  Situada en Ibi, en el interior de la provincia de Alicante, Payá Hermanos, S.A., fue la primera empresa juguetera de la localidad y una de las más importantes a nivel nacional.

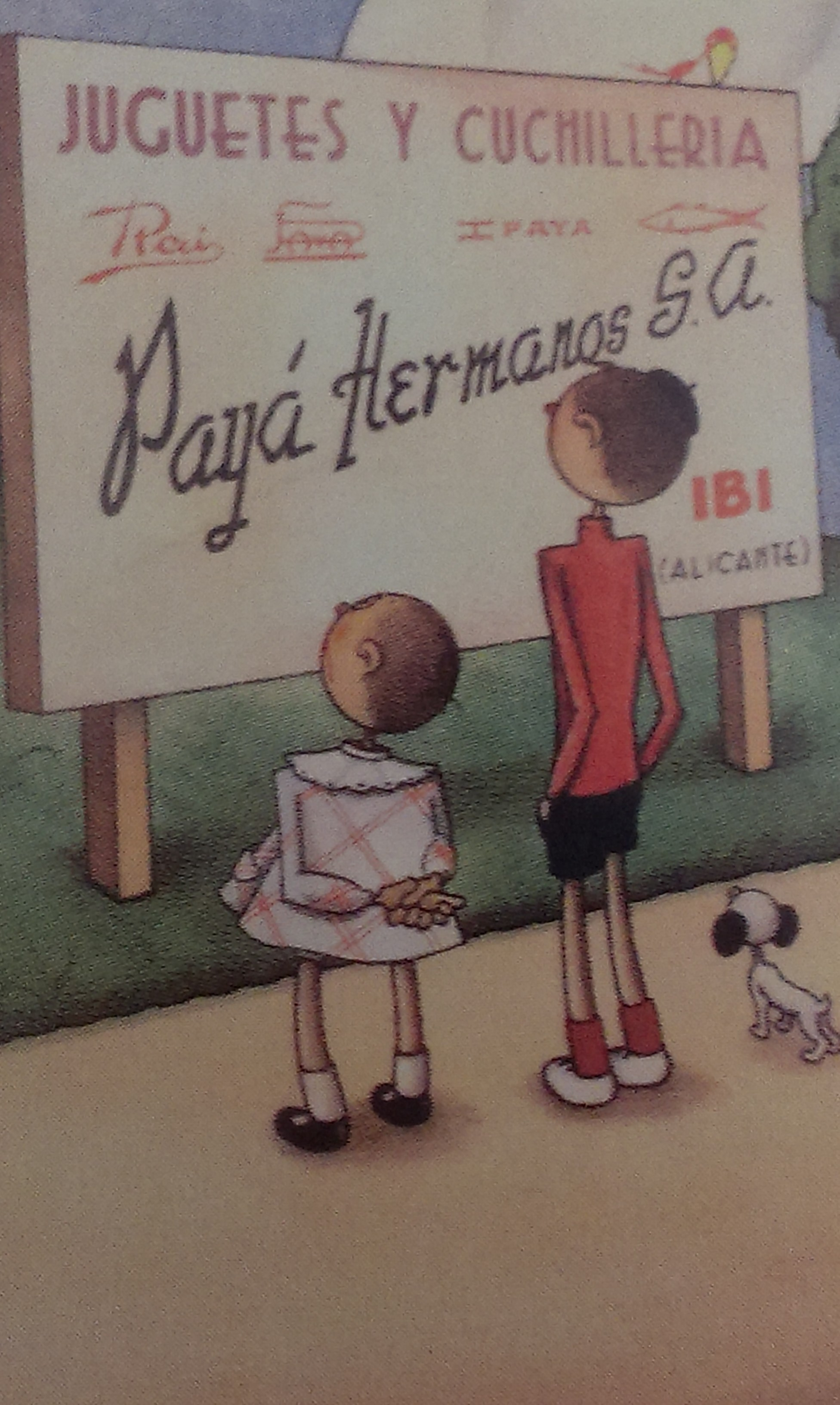
Hoja publicitaria de Juguetes Payá impresa en 1940

La fabricación de juguetes en Ibi no contaba con ninguna tradición previa y se debió más bien a la iniciativa particular de una familia, los Payá, que trabajaban como hojalateros instalando canalizaciones de agua, fabricando y vendiendo artículos de hojalata, moldes de pastas, candiles o moldes para helados. Por tradición oral se tiene conocimiento que a finales del siglo XIX, la familia Payá ya fabricaba los primeros juguetes que, en principio no era más que utensilios de uso doméstico en miniatura, pequeños platillos de metal y tacitas destinados al público infantil y que vendían junto al resto de sus artículos en los mercados semanales de las localidades vecinas. Ante el éxito de estos artículos infantiles, la fabricación de juguetes fue requiriendo una dedicación cada vez mayor.
En el año 1905, el padre de familia, Rafael Payá Picó, vende el taller de hojalatería a sus hijos, Vicente, Pascual y Emilio Payá Lloret. La buena acogida de los artículos infantiles hizo que los tres hermanos pronto se dieran cuenta de las posibilidades del negocio y se dedicaron de lleno a la fabricación de juguetes de metal abandonando sus antiguas ocupaciones.
En 1909, la empresa Payá se presentó con un muestrario propio en la primera Exposición Regional Valenciana donde recibieron diversos premios por sus juguetes metálicos. El ascenso de la empresa fue paulatino pero constante tanto que en 1915 es la fábrica de juguetes más importante de España, dando empleo a cientos de operarios.
Los hermanos Payá fueron los pioneros en dotar de mecanismos a sus productos, estando siempre a la vanguardia de las novedades como lo demuestra el hecho de que ya en 1932 lanzaron al mercado la primera locomotora eléctrica producida en nuestro país. El surtido llegó a ser muy variado llegando a verse más de 800 juguetes en su catálogo de 1936.
Durante la Guerra Civil, la empresa fue militarizada sirviendo como industria de armamento. En la posguerra recuperó protagonismo convirtiéndose en la empresa por antonomasia en la producción de trenes en miniatura. Un claro ejemplo de esto fue su famosa "Locomotora Santa Fe".
En 1948 se convirtieron en los precursores de la era del plástico en España al comprar la primera máquina de inyectado de plástico adaptada a la producción juguetera.

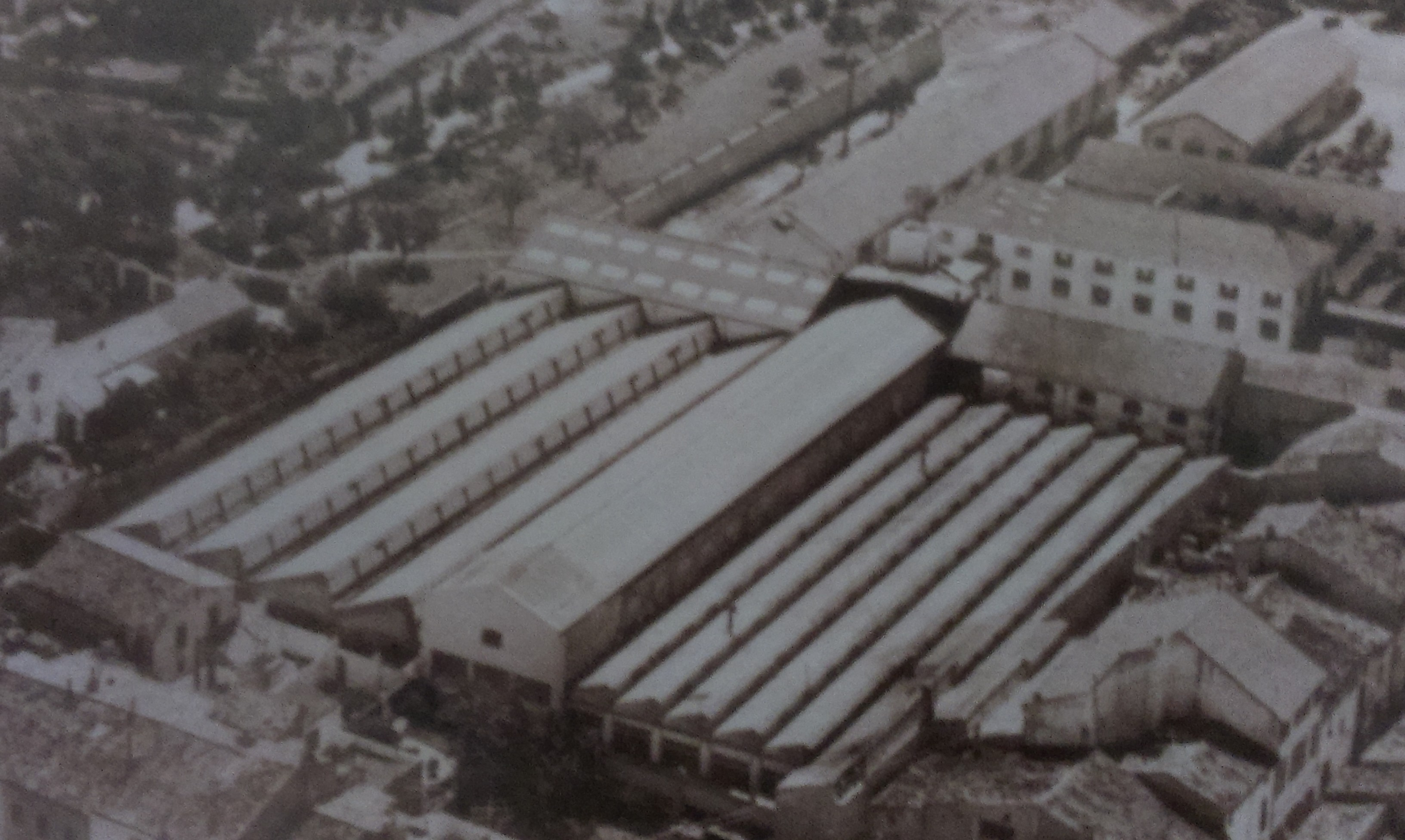
Vista aérea de Payá Hermanos S.A.

Su progresión fue imparable hasta la década de los años setenta del siglo XX momento en el que sufrió de manera plena las consecuencias de la crisis energética que se sumaron a unas debilidades internas que finalmente resultaron insuperables. En 1984 sufrió una serie de vicisitudes económicas que se saldaron con la quiebra económica y su reconversión en cooperativa.
En la actualidad, Payá S.C.V.L. se dedica a la reproducción de los juguetes que se fabricaron en los años veinte y treinta del siglo XX en series limitadas de 5.000 unidades.

## Pioneros de la industria juguetera
La empresa Payá Hermanos S.A. fue la primera pero no la única industria juguetera que surgió en Ibi. A la iniciativa de esta familia de hojalateros se le unió unos años después Verdú y Cía, fundada en 1910 por antiguos trabajadores de Payá Hermanos S.A.
Con el tiempo irían surgiendo nuevas empresas jugueteras, tales como: Juguetes Rico (1910), González y Cía (1925), Claudio Reig Company (1934), Alfredo Martínez Guillem (1940), La Mecánica Ibense, S.L. (1940) o Manuel Picó Gisbert (1942), entre otras muchas.
Gracias a la iniciativa de todas estas empresas, Ibi es conocido hoy como el "Centro Español del Juguete".
Ya en el siglo XXI el Ayuntamiento de Ibi institucionaliza el año 1905, momento en el que Rafael Payá vende a sus hijos el taller de hojalatería, como fecha simbólica del inicio de la industria juguetera ibense.